# Hermes Neves Soares
Hermes Neves Soares (São Paulo, 19 de setembro de 1974) é um ex-futebolista e treinador de futebol brasileiro que atuava como meia. Atualmente é técnico do Arka Gdynia.

## Carreira em clubes

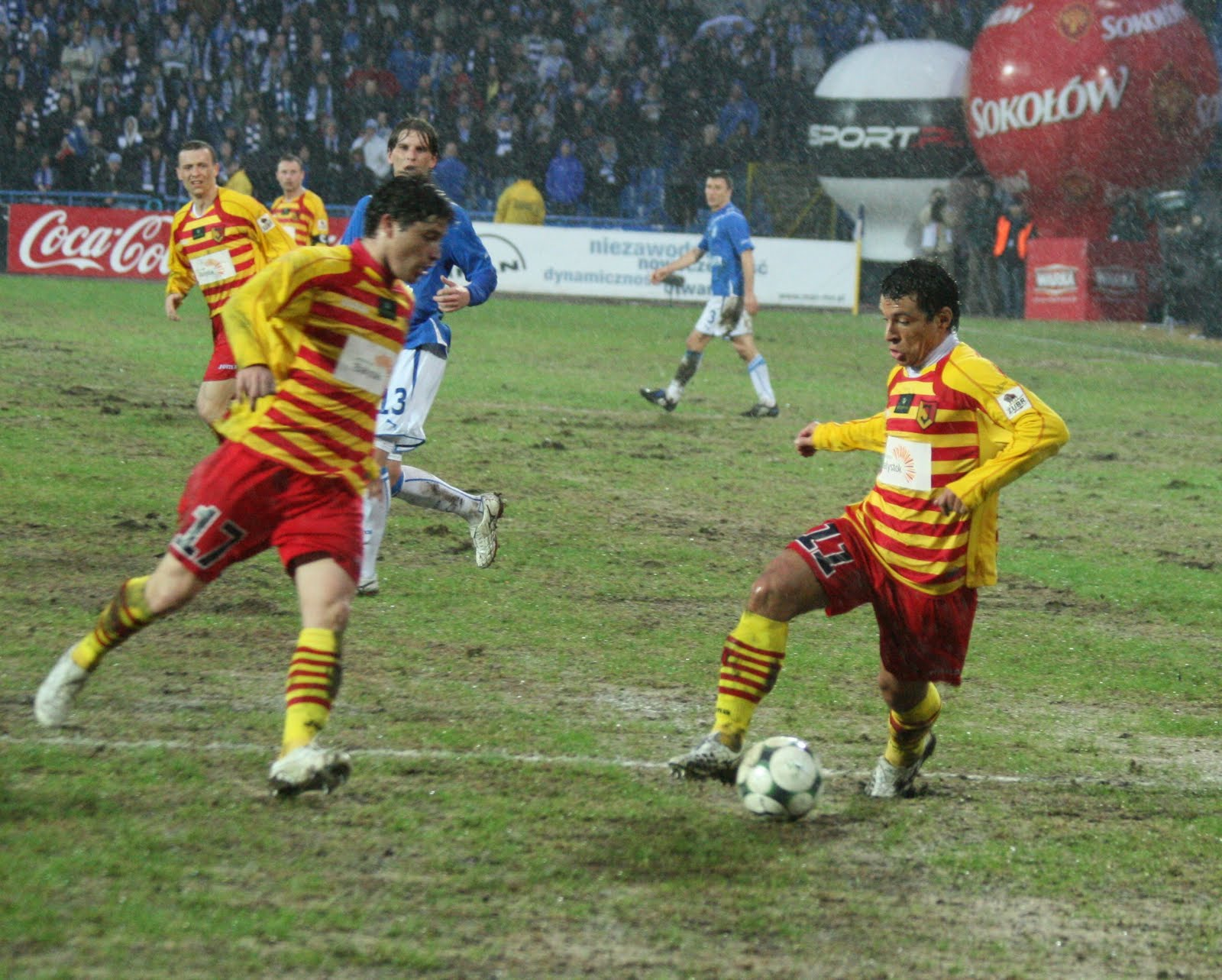
Alexis Norambuena e Hermes, em 2010.

Revelado pelo Corinthians, defendeu também Bahia, Londrina, Rio Branco-SP, Santo André, São Bento, Ituano, Brusque, Olímpia e Goiânia antes de seguir carreira no futebol polonês, atuando por Widzew Łódź, Korona Kielce, Jagiellonia Białystok, Polonia Bytom e Zawisza Bydgoszcz, seu íltimo clube como profissional.
Depois da aposentadoria, seguiu na comissão técnica do Zawisza, trabalhando como técnico do time B (2014) e auxiliar-técnico (2014 a 2015). Passou também por Chojniczanka Chojnice, Unia Solec Kujawski, Jagiellonia Białystok e Arka Gdynia, assumindo o comando deste último em novembro de 2022, substituindo Ryszard Tarasiewicz.

## Títulos
Corinthians
- Copa do Brasil: 1995

Jagiellonia Białystok
- Copa da Polônia: 2009–10
- Supercopa da Polônia: 2010[3]

Zawisza Bydgoszcz
- Copa da Polônia: 2013–14
- Campeonato Polonês de Futebol 2ª Divisão: 2012–13

### Seleção Brasileira
- Campeonato Mundial de Futebol Sub-20: 1993
- Torneio Internacional de Toulon: 1995